# Zoe Lyons

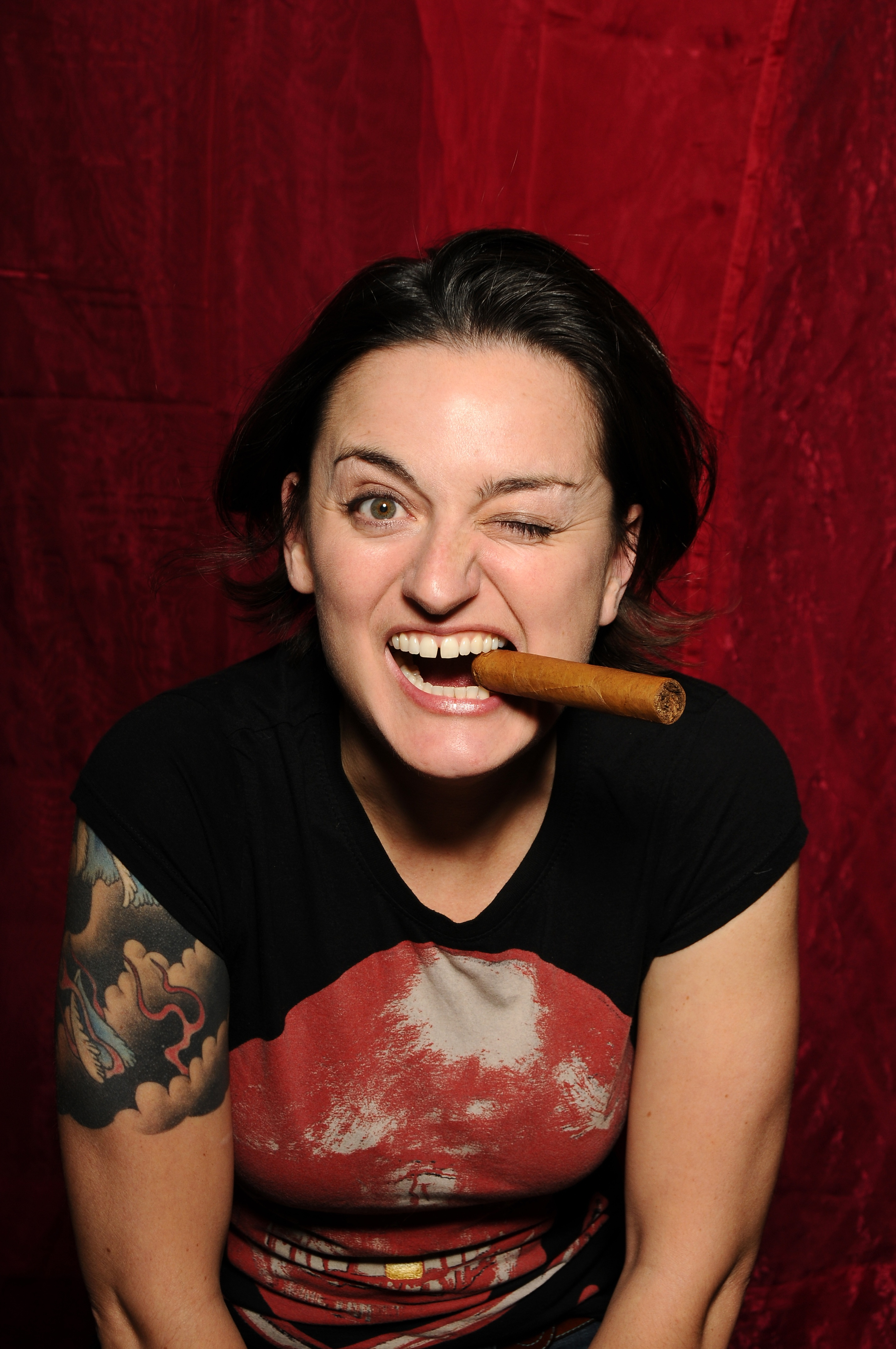
Zoe Lyons (2009)

Zoe Lyons (* 3. Oktober 1971 in Haverfordwest, Wales) ist eine britische Komödiantin und Stand-up-Komikerin, die in Brighton lebt.

## Leben
Über Lyons Privatleben ist nur wenig bekannt. Sie wurde in Haverfordwest in Wales geboren, wuchs aber in Irland auf, wo sie eine katholische Grundschule in Dunmore East in Wexford besuchte. Später lebten sie in Surrey und Glasgow.
Heute lebt sie mit ihrer Frau Sindy in Brighton.

## Karriere
Lyons’ erster Job war es, Marmeladengläser in einer Fabrik in Glasgow zu verpacken.
1992 schloss Lyons ihr Studium der Psychologie an der Universität von York ab.
2001 nahm sie an der ersten Staffel der Realityshow „Survivor“ teil. Sie wurde knapp als elfte der 14 Teilnehmer herausgewählt, nachdem sich zwei Mitglieder (Richard und Jackie) des „Stamms“, dem sie in der Show zugeteilt war, auf die Seite der späteren Gewinnerin Charlotte gestellt hatten. Bei der Abstimmung kam es zu einem Gleichstand, so dass die Abstimmungen in früheren Folgen entscheidend waren.
Seit Lyons 2004 den Funny Women Award gewann, ist sie Teil der großbritannischen Stand-up-Szene. Sie tritt aber auch mit normalem Programm in London und Brighton auf. 2007 wurde ihr erstes Solo-Programm „Fight or Flight“ für den „best newcomer award“ beim Edinburgh Festival Fringe nominiert. Ihr zweites Solo-Programm, „Mangled Mantra of the Messed up Modern Mind“, enthielt einen Witz für welchen sie die Auszeichnung „Dave's Joke of the Fringe“ des Digitalsenders UKTV Dave erhielt.
The Independent listete sie 2009 in der zehnten „Pink List“ als einen der 101 einflussreichsten homosexuellen Menschen in Großbritannien. Lyons nahm Platz 81 ein.
2011 wurde Lyons eingeladen, als Teil ihrer zweiten internationalen Tour, auf dem Melbourne Comedy Festival in Australien „Clownbusting“ aufzuführen. Die Kritiken waren positiv, Australian Stage schrieb:

“I have renewed faith in stand-up comedy after seeing UK comedian Zoe Lyons. ‘Clownbusting’ is a magnificently written and delivered show which holds from start to finish”

„Ich habe wieder Hoffnung für Stand-up-Comedy, seit ich die britische Komödiantin Zoe Lyons gesehen habe. ‚Clownbusting‘ ist großartig geschrieben und dargeboten und fesselt von Anfang bis zum Ende.“

2018 nahm sie an der Sendung Celebrity MasterChef teil, wo sie das Halbfinale erreichte.

## Auszeichnungen
- Gewonnen: London Awards for Art and Performance: Comedy, 2011
- Nominiert: Dave's Joke of the Fringe, 2009[9]
- Gewonnen: Dave's Joke of the Fringe, 2008[10]
- Nominiert: Best Newcomer, if.comedy Awards, 2007[11]
- Gewonnen: Funny Women Awards, 2004[12]
- Finalistin: ‘So You Think You’re Funny’, 2004[13]